# Herochroma aethalia
Herochroma aethalia là một loài bướm đêm trong họ Geometridae.